# 장기 입원 환자
《장기 입원 환자》(The Resident Patient)는 영국 작가인 아서 코난 도일의 56개 셜록 홈즈의 단편 소설 중 하나이며, 단편집 《셜록 홈즈의 회상록》에 수록되어 있다.

## 줄거리

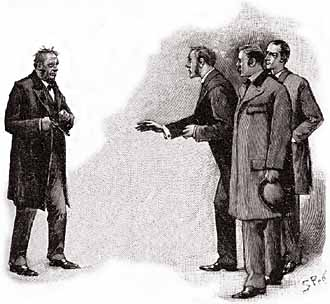
블레싱턴, 트레블리언, 홈즈 그리고 왓슨.

의사인 퍼시 트레블리언이 홈즈에게 예사롭지 않은 사건을 의뢰한다. 똑똑한 학생이었지만 가난했던 트레블리언은 예사롭지 않은 사업 협정을 체결한다. 투자자라고 자처하는 블레싱턴은 병원의 모든 비용을 지불하고 대신 수입의 3/4을 갖기로 했다. 또한 2층에 거처하는 조건도 달았다. 블레싱턴은 건강상태가 좋지 않았고 항상 의사가 가까이 있는 것이 필요했기 때문에 이런 거래가 이루어진 것이다.
모든 것이 순조롭게 진행되었다. 그러던 어느 날 블레싱턴에게 어떤 일이 발생했다. 강도 기사를 읽은 후 그는 몹시 흥분했다.
그로부터 얼마 후, 러시아 귀족인 강직증 환자가 찾아왔다. 블레싱턴이 그의 일과인 산책 시간에 러시아 환자의 아들이 데리고 온 것이다. 아들은 의사가 환자를 진찰하는 동안 대기실에서 기다리겠다고 했다. 진찰중 환자가 의식을 잃어 몸이 경직되었다. 트레블리언은 호흡에 도움이 되는 아질산염을 찾아서 돌아와보니 환자와 아들은 가고 없었다.
놀랍게도 그 두 사람을 그 다음날 저녁 다시 찾아왔다. 아들이 말하길 아버지가 대기실로 걸어나와서 진찰이 끝난줄 알았다는 것이다. 그래서 아버지를 모시고 집으로 돌아왔고 그 후에 뭔가 일이 있어난줄 알았다고 했다. 트레블리언은 다시 환자를 진찰하고 그들이 돌아간 후, 블레싱턴이 정신을 잃었다. 누군가가 그의 방에 침입했었다. 방바닥에는 발자국이 있었다. 그것은 틀림없이 러시아 환자의 아들일 것이다. 그런데 무엇때문에 그 방에 들어갔을까? 훼손되거나 도난당한 물건은 없었다.
트레블리언의 얘기를 듣던 홈즈는 현장에성 직접 조사하기로 했다. 홈즈는 왜 블레싱턴이 피해망상이 되었는지 바로 밝혀냈다. 블레싱턴은 홈즈와 왓슨, 트레블리언에게 권총을 겨누었지만 트레블리언은 도움을 주러 왔다고 안심시켰다.
홈즈는 블레싱턴에게 그들이 누구이고 왜 괴롭히는지 질문했다. 블리싱턴은 첫번 째 질문에는 답할 수 없다고 신경질적으로 대답했지만 두번 째 질문에는 그의 모든 재산이 자신의 침실의 상자에 있기 때문이라고 답했다. 그는 은행을 믿지 않기 때문에 자신의 방에 돈을 보관한다고 했다. 홈즈는 블리싱틴이 무언가 숨기고 있다는걸 알고 사실을 다 말하지 않으면 도와줄 수 없다고 말하고 떠난다.
돌아오는 길에 홈즈는 왓슨에게 사건의 개요를 말해준다. 홈즈는 두 사람, 또는 그 이상의 사람이 블레싱턴을 제거하려 했다는걸 알았다. 강직증은 가짜였고, 블레싱턴의 방에 접근하는 것을 트레블리언이 알아차리지 못하게 하려는 의도였다. 그들은 방을 뒤졌지만 물건을 훔치지는 않았다. 그들은 대기실에 손님이 없는 저녁에 약속을 잡았다. 홈즈는 블레싱턴이 몸숨의 위협을 느낀다는 것을 보고 블레싱턴은 그들이 누구인지 알고있다고 생각했다. 또한 그들이 두번 방문했을 때 블레싱턴은 모두 방에 없었다. 그들은 블레싱턴의 생활습관에 익숙하지 못하다는 증거였다.
그 다음날 아침 블레싱턴이 목매 자살했다는 소식이 전해졌다. 트레블리언은 홈즈를 데려오기 위해 베이커가로 마차를 보냈다. 홈즈와 왓슨이 도착했을 때, 블레싱턴은 아직도 그의 침실 천정에 매달려 있었고, 레너 경위가 그곳에 있었다. 그는 자살로 확신했다. 하지만 홈즈는 다르게 생각했다. 시가와 다른 물증을 통해 그곳에 블리턴외 3명이 더 있었다고 추리했다. 블레싱턴을 처리하러 온 사람들은 유죄평결과 사형선고를 내리고 집행을 한 것이다.
경찰 조사에 의해 세부적인 내용이 밝혀졌다. 4명은 한때 은행을 턴 범죄조직의 일원이었다. 블레싱턴의 본명은 서튼이었고, 다른 세 사람은 비들, 헤이워드, 그리고 모펫이었다. 1875년 은행을 털어 7,000파운드를 강탈한 후, 블레싱턴(서튼)은 밀고자로 변신했고, 그 결과 다른 세 사람은 각각 15년의 징역을 살았다. 그들의 조기 출감소식으로 촉발된 블레싱턴의 편집증은 매우 절실한 공포였다. 살인자들은 복수의 처형 방식으로 교수형을 택했다.
결국 이 사건은 증거 불충분으로 종결됐다. 그 후 세 사람에 대한 소식은 다시 듣지 못했지만, 그들의 배가 난파되어 죽은 것 같았다.

## 그 밖의 이야기
《장기 입원 환자》의 살인자들의 운명은 《다섯 개의 오렌지 씨앗》의 오펜쇼의 살인자와 비슷하다. 그들도 역시 난파로 사라졌다.
이 작품은 1881년의 이야기이며, 1881년은 홈즈와 왓슨이 만나 베이커 가로 들어간 해이다.